# Oberwerth
Oberwerth est un quartier de la ville de Coblence en Allemagne.